# Andrés Neumann
Andrés Neumann (Cochabamba, Bolivia, 1943) es un productor y curador teatral especializado en la internacionalización y distribución de espectáculos. Creció en Montevideo (Uruguay), donde se inició en el teatro independiente como artista sonoro durante la década de 1960. Su carrera profesional la desarrolló principalmente en Europa, residiendo en las ciudades de Florencia y Roma (Italia). Desde 2023 reside en la Ciudad Autónoma de Buenos Aires (Argentina).

## Biografía
Andrés Neumann, de origen centroeuropeo, es hijo único de Kurt Neumann y Perl Rosa Jakob, quienes escapando del Holocausto emigraron a Bolivia. Años más tarde, la familia se mudó a Montevideo. En la ciudad uruguaya, Andrés Neumann se insertó en la escuela primaria y comenzó a dominar el español, ya que hasta entonces sólo hablaba en alemán.
Se acercó a las artes y al teatro en Montevideo en la década de los sesenta, cooperando con artistas como Omar Grasso, Carlos Manuel Varela, Luis Cerminara, Alberto Restuccia, Teresa Trujillo, Carlos Carvalho, Hugo Mazza, Jorge Carrozzino, Carmen Prieto, Eduardo Mateo, Diane Denoir, Bernardo Bergeret, entre otros.
Durante el mismo período, Neumann realizó frecuentes viajes a Europa, Nueva York y Buenos Aires, donde se familiarizó con los movimientos de vanguardia de la época.
Junto a Jorge Carrozzino y Carmen Prieto, formó parte del equipo creador de los Conciertos Beat en el Teatro Solís, que fueron parte de las vanguardias musicales y teatrales de Montevideo. Asimismo, el trío creó los espectáculos Figari, Picasso 90 y 73 días —inspirados en el formato del Son et Lumière— para la Alianza francesa de la capital uruguaya, desarrollando un profundo vínculo con la comunidad francófona.
En 1970, Neumann obtuvo un premio Florencio Sánchez en la categoría de "Mejor Ambientación Sonora", el cual le fue otorgado por la Asociación de Críticos Teatrales del Uruguay por uno de los espectáculos que creó junto a Carrozzino y Prieto. A su vez, el trío artístico recibió un encargo del Museo Nacional de Artes Visuales (MNAV) para montar, junto a Martha Canessa y Carlos Scavino, la primera muestra antológica de Rafael Barradas. La muestra fue inaugurada en septiembre de 1972, luego de 18 meses de investigación por parte de los cinco miembros del equipo de diseño y montaje, el cual estuvo a cargo de Fernando García Esteban.
En octubre de 1972, tanto Neumann como sus compañeros Carrozzino y Prieto fueron invitados por Jack Lang al Festival Mondial du Théâtre de Nancy, a través de una beca del Centre Universitaire International de Formation et de Recherche Dramatique (CUIFERD). 
Años más tarde, dada su destacada labor en el marco del festival así como su posterior aporte a la cultura francesa, Neumann recibió en febrero de 1986 el título de Chevalier de l'Ordre des Arts et des Lettres, otorgado por el gobierno francés. En mayo de 2014 el título obtenido devino en Officier de l'Ordre des Arts et des Lettres.

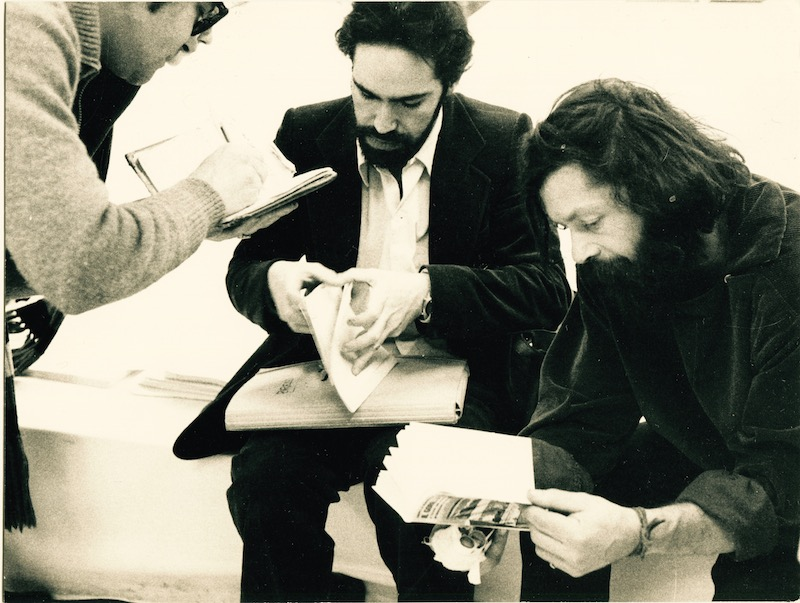
Andrés Neumann con Peter Schumann y Giuliano Scabia en el Museo de Arte Moderna de Bologna (1975)

En 1973, Neumann viajó a Florencia como comisario artístico de la delegación italiana del Festival Mondial du Théâtre de Nancy, estableciendo importantes conexiones con el Teatro Regionale Toscano (actualmente Fondazione Toscana Spettacoli) y el contexto teatral de Italia. Finalmente, en 1974 se mudó a Florencia para dirigir el Spazio Teatro Sperimentale, una temporada de teatro de vanguardia que se desarrolló en el Teatro Rondò di Bacco, situado en el ala izquierda del Palazzo Pitti. Allí, a lo largo de tres años, fueron presentados los espectáculos de la compañía Bread and Puppet Theatre, del director polaco Tadeusz Kantor, del estadounidense Robert Wilson y del italiano Roberto Benigni. 
Gracias al éxito de la temporada de Florencia, recibió una invitación del Teatro Tenda di Piazza Mancini (Roma) para dirigir la Prima Rassegna Internazionale di Teatro Popolare, ocasión en la cual conoció a Federico Fellini, Vittorio Gassman y Dario Fo. Luego, el entonces alcalde de Roma, Giulio Carlo Argan, y su asesor cultural, Renato Nicolini, le propusieron dirigir una temporada de vanguardia para el Teatro Argentina. A dicha temporada, Neumann invitó a Pina Bausch, Ariane Mnouchkine y Peter Brook a presentar sus espectáculos.
En 1978, el productor fundó su empresa Andrés Neumann International en la ciudad de Florencia, siendo en 1985 trasladada a Roma. Con ella coprodujo el Mahabarata dirigido por Peter Brook, el Hamlet dirigido por Ingmar Bergman para el Dramaten (Estocolmo) y varios espectáculos de Pina Bausch con el Tanztheater Wuppertal. Asimismo, distribuyó un sinnúmero de espectáculos a lo largo del mundo.  La actividad empresarial de la Andrés Neumann International concluyó en 2014. 

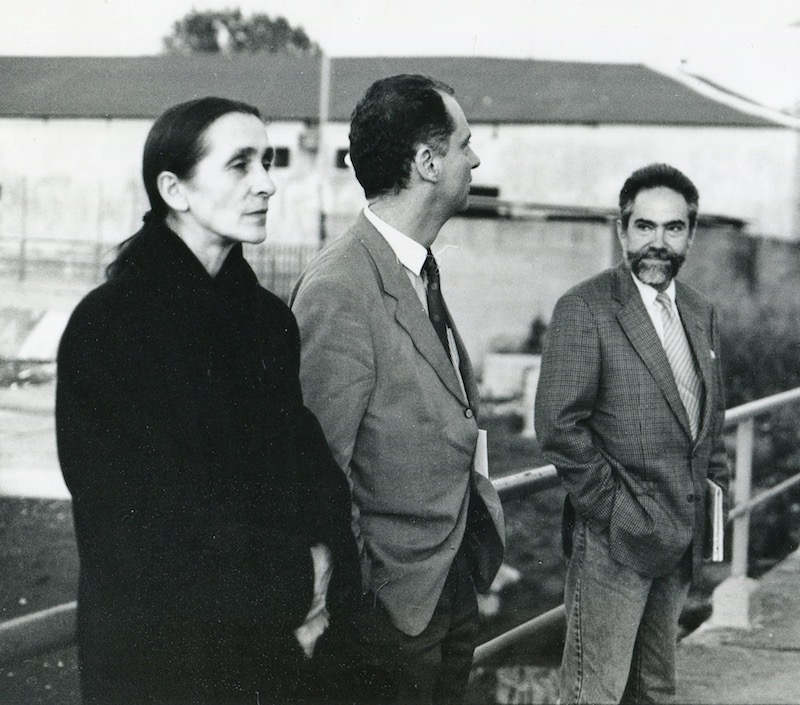
Andrés Neumann junto a Pina Bausch y Matthias Schmiegelt (1985)

En 2004, Neumann y la asociación del Teatro Studio Blu (conformado por Antonella Carrara, Lisa Cantini, Mirella Corso y Francesca Giaconi) comenzaron a proyectar la creación de un centro cultural en Pistoya (Italia). Este proyecto se concluyó en 2009 con la apertura de Il Funaro Centro Culturale, donde Neumann fue curador artístico y estratégico hasta 2013.
En 2009, Giada Petrone concibió el archivo profesional del curador. Denominado Fondo Andrés Neumann, este se constituyó con el apoyo de la Universidad de Florencia y fue donado a Il Funaro por el propio Neumann. Compuesto por más de 60 mil piezas, en él se documentan contratos, correspondencia con las principales personalidades del panorama internacional, portafolios, planos escenográficos, fotografías, reseñas de prensa, folletos, programas de teatro, pósters y material audiovisual. 
En la actualidad, Neumann reside en Buenos Aires desde febrero de 2023, donde mantiene un estrecho vínculo con el teatro independiente.

## Honores
- Official de l'Ordre des Arts et des Lettres (2014)[27]
  -  Caballero (1986)

## Premios
Premios UBU a “Mejor Espectáculo Extranjero en Italia”, concedidos por obras presentadas por la Andrés Neumann International:
- 2011: Vollmond, creación y dirección de Pina Bausch
- 1994: Fratelli e sorelle, con dirección de Lev Dodin
- 1992: Gaudeamus, con dirección de Lev Dodin
- 1991: La tempête, con dirección de Peter Brook
- 1990: Palermo Palermo, creación y dirección de Pina Bausch
- 1989: Lungo viaggio verso la notte, con dirección de Ingmar Bergman
- 1988: Sei personaggi in cerca d'autore, con dirección de Anatolij Vassiliev
- 1986: Mahabharata, con dirección de Peter Brook

### Otros premios
- 1970: Florencio Sánchez (Uruguay) en la categoría "Mejor Ambientación Sonora"